# Ika Nord
Ulrika Christina Elisabeth Nord, känd som Ika Nord, född 29 april 1960 i Halmstad, är en svensk skådespelare och mimare. Hon har bland annat uppmärksammats via barnprogrammen Ika i rutan och Ikas TV-kalas samt som katten Findus i Tomtemaskinen.

## Biografi
Ika Nord fick klassisk balettundervisning i Halmstad från det hon var sex år tills hon var sjutton. Ett par år senare började hon studera i Paris på Conservatoire National de l’Art du Mime, därefter Matt Mattox Jazz Art Dance School, École de Mime Étienne Decroux och L’Atelier de Théâtre Robert Cordier.
Hon blev känd för en större publik i samband med barn-TV-serien Ika i rutan år 1988, där Nords mimik, akrobatiska förmåga och drastiska humor var centrala. Serien följdes upp med Ikas TV-kalas två år senare.
Stor uppmärksamhet fick Ika Nord även år 1993, då hon spelade katten Findus i SVT:s julkalender Tomtemaskinen. Detta ledde till att hon fick svenska teaterkritikernas barn- och ungdomspris för rollen.
Med Halmstads Teater-ensemble har hon gjort Puck i En midsommarnattsdröm, Viola i Trettondagsafton och Claire i Jungfruleken. Hon har framträtt i roller i Barcelona, Paris och Amsterdam, spelat gatuteater i ett flertal europeiska städer samt undervisat på Rigas nationalteater och École Nationale de l’Art du Mime i Paris.
Nord har också arbetat som regissör och koreograf, för bland annat SVT och Berns Salonger, och exempel på helt egna produktioner är Every Man and Every Woman Is a Star, Teaterkalas med Ika och Åke och Apan. Hon har samarbetat med bland annat Göteborgssymfonikerna och Musik i Väst i olika musikföreställningar.  
Ika Nord verkar idag som skådespelare, mimartist, clown och regissör.

## Filmografi och TV
- 1988 – Ika i rutan (TV-serie)
- 1990 – S*M*A*S*H (TV-serie)
- 1990 – Ikas TV-kalas (TV-serie)
- 1993 – Tomtemaskinen (TV-serie)
- 2008 – Låt den rätte komma in
- 2012 – Lycka till och ta hand om varandra
- 2014 – Krakel Spektakel
- 2014 – Lasse-Majas detektivbyrå – Skuggor över Valleby
- 2020 – Kurt & Lang

## Teater

### Roller
| År   | Roll                          | Produktion                                                                            | Regi             | Teater                |
| ---- | ----------------------------- | ------------------------------------------------------------------------------------- | ---------------- | --------------------- |
| 2019 | Matti, Herr Puntilas chaufför | Herr Puntila och hans dräng Matti (Herr Puntila und sein Knecht Matti) Bertolt Brecht | Pontus Stenshäll | Göteborgs stadsteater |

### Regi (ej komplett)
| År   | Produktion          | Upphovsmän | Teater        |
| ---- | ------------------- | ---------- | ------------- |
| 2016 | Det stora äventyret | Ika Nord   | Teater Jaguar |